# Église Saint-Remi de Haecht
L'église Saint-Remi (Sint-Remigiuskerk en néerlandais) est une église de style gothique située sur le territoire de la commune belge de Haecht, dans la province du Brabant flamand.

## Historique
L'église est classée monument historique depuis le 22 décembre 1943 et figure à l'inventaire du patrimoine immobilier de la Région flamande sous la référence 41860.

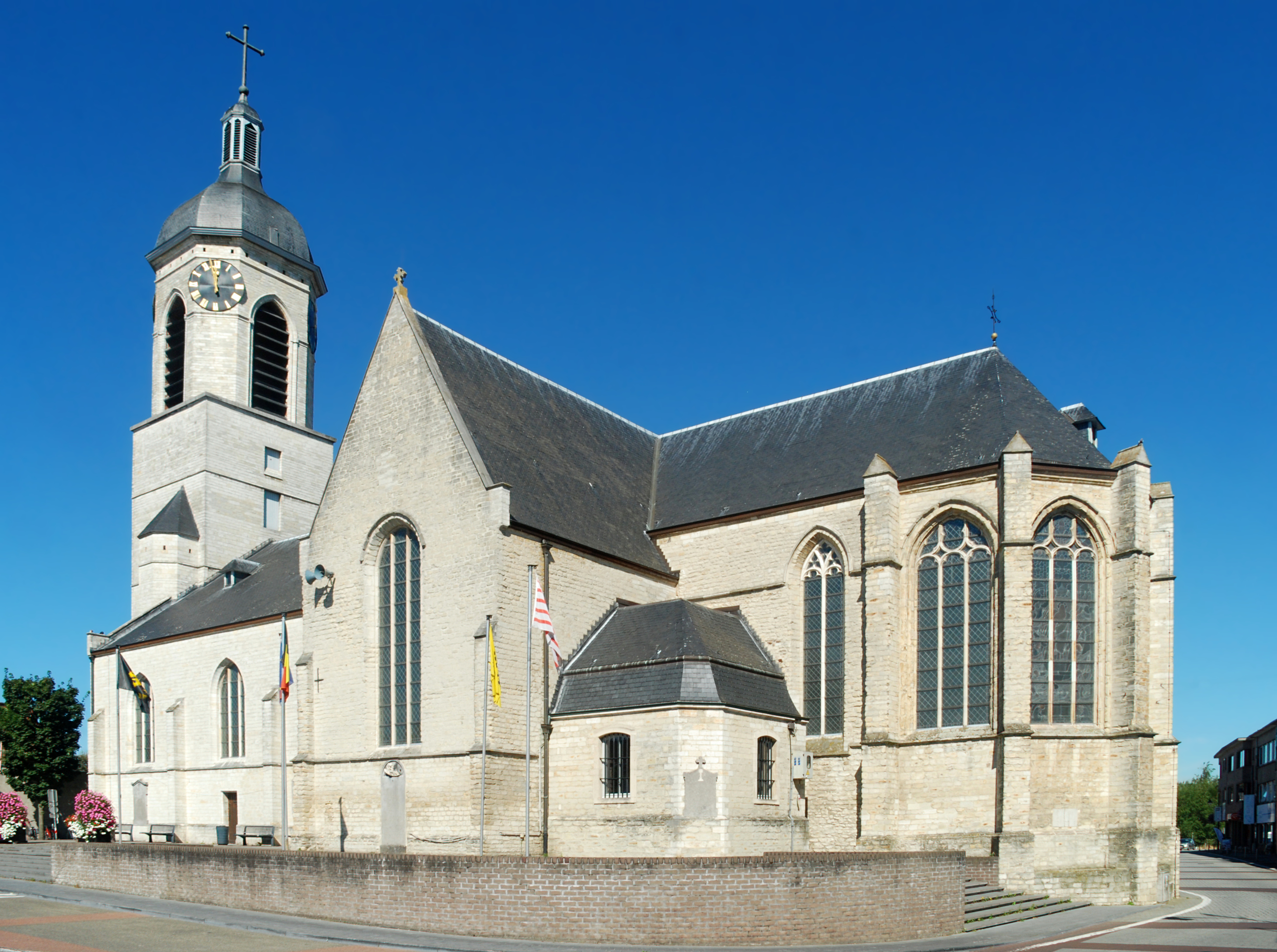
L'église vue du sud-est.

## Architecture
|  |  |